# Hit Mania 2018
Hit Mania 2018 è una compilation con tutte le hits dell'inverno 2018, di artisti vari facente parte della serie Hit Mania, pubblicata l'8 dicembre 2017.
È stata pubblicata in versione standard (Rivista + 2 CD) e cofanetto (Rivista + 4 CD), in cui sono presenti, oltre al CD2: "Hit Mania 2018 Club Version", anche il CD3: "DEEP HOUSE PARTY Inverno 2018" e "EDM Electronic Dance Music #4".
La compilation è stata mixata dal DJ Mauro Miclini.
La copertina del disco è stata curata e progettata da Gorial.

## Tracce CD1
1. Mika - It's My House
2. J Balvin & Willy William - Mi Gente
3. OneRepublic - No Vacancy
4. DJ Snake & Lauv - A Different Way
5. Pink - What About Us
6. Lola Marsh - Wishing Girl
7. Shawn Mendes - There's Nothing Holdin' Me Back
8. Klingande - Pumped Up
9. OYADI - Time Again (Rmx)
10. Dress Code - Katchi
11. DJs From Mars - Harlem (Manovski Edit)
12. U_Led feat. Caparezza - Non comprare i libri all'Autogrill (Rmx)
13. Marcus Lanzer Feat. Chriss - Let The Party Begin
14. Biagio Lisanti VS. Cicco DJ Feat. Junior Paes - Alive
15. Jacopo Galeazzi - On Top Of The World
16. Simone Di Bella & Stephan F Feat. Dhany - Stand Up and Go (HM Version)
17. The Houser - To The Sunrise
18. Dainpeace - You Are My Everything (Original Version)
19. Arthur Cascio - Encantadora
20. Coez - La musica non c'è
21. Francesca Michielin - Vulcano
22. Halsey - Bad At Love
23. Imany - There Were Tears
24. Logic Feat. Alessia Cara & Khalid - 1-800-273-8255

## Tracce CD2
1. Lorenz Nardo, Ema D feat. Bubble Boy - Get me closer (Original Mix)
2. Jacob Galsen - Follow me
3. Baldazar - I can do it
4. Mihai Mihai - I feel it
5. Alex Casini - La tentation de libertà
6. Heart Killer - I wanna live
7. The Gardner - Hold you close
8. Zeroone - Give me the sunshine
9. Gabry Casarano feat. Nathan Brumley - Beatlove (Radio Version)
10. Stephan Vegas & Rizzo Dj - Right now
11. Devid Morrison & Axel DJ - Darling
12. Primaluce & Erasmo - Tonight
13. Biagio Lisanti vs Cicco DJ feat. Junior Paes - Just open your heart
14. DJ Skipper - Get it
15. Michele Musillo feat. I-Matt - Even if I will die
16. Senso feat. Claudia Luciano - I don't know
17. Steve C feat. Allegro Tempo - New worlds (Original Mix)
18. Lu-Ma feat. Benj Moore - Clap to this
19. Ticli & Gas feat. The Romy - Que Rumba
20. Carlo Di Gioia feat. Damiano Di Gioia - Eschu came (Reggaeton Version)
21. Steven May - Goodbye
22. Lex & Adriano - Good love
23. Mattn & Magic Wand - Let the song play
24. Maury J Dave Baron - Don't give up